# راسموس بالودان
راسموس بالودان (مواليد 2 كانون الثاني/يناير 1982) هو سياسي دنماركي متطرف وزعيم حزب هارد لاين اليميني المتطرف والذي أسَّسهُ عام 2017. راسموس هو الأخ الأكبر للشاعر تاين بالودان والكاتب مارتن بالودان. أعربَ بالودان في وقتٍ ما عن رغبته في حظر الإسلام في الدنمارك، وترحيل جميع المسلمين من البلاد من أجل الحفاظ على مجتمعهم العرقي كما ورد.

## الأسرة والتعليم والوظيفة المبكرة
بالودان هو الأخ الأكبر للشاعر تاين بالودان والكاتب مارتن بالودان. بالودان نفسه لديه خلفية مهاجرة لأن والده صحفي سويدي توماس بولفال وقد عاش في السويد في بعض الأحيان، وهو ما يقول إنه يمنحه الحق في الحصول على الجنسية السويدية. في أكتوبر 2020، أعلنت السلطات رسميًا أن بالودان مواطن سويدي لأن والده سويدي. [1]
في سن 25 عامًا، حصل بالودان على درجة البكالوريوس في القانون وحصل على تاسع أعلى متوسط درجات بين زملائه 187 طالبًا أنهوا شهاداتهم في القانون وبدأوا دراستهم في نفس العام. وفقًا لوالده، اضطر بالودان إلى التوقف مؤقتًا عن دراسته بسبب حادث صدمته سيارة أثناء ركوب الدراجة واضطر إلى الخضوع لعملية جراحية في الدماغ.

## المسيرة المهنيّة
عمل بالودان كمحامي دفاع في عددٍ من القضايا التي تضمّنت منتقدي النظام وأنصار القنب الطبي، كما كان حاضرًا في العديد من القضايا التي تنطوي على قضايا المهاجرين. حُكم على بالودان في حزيران/يونيو 2020 بالسجنِ لمدة ثلاثة أشهر مع وقف التنفيذ لشهرين، كما مُنع من العمل كمحام لمدة ثلاث سنوات وفقد رخصة القيادة لمدة عام فضلًا عن إدانتهِ بعدة قضايا منها التعبير عن آراء عنصرية وأُدين في حادثة في سورو حيث اصطدم بالودان برجلٍ عندما حاول الهروب من موقفٍ شعر فيه بالتهديد. نتيجةً لكلّ ذلك، يعيشُ بالودان تحت حماية الشرطة باستمرار.

## الآراء السياسيّة
يُمثّل راسموس بالودان وحزبه وجهات نظر متطرفة ومتشددة حول الإسلام والهجرة غير الغربية. كما يعارض بشدة الهجرة الغير غربية ووجود الإسلام في الدنمارك ككل،وهو معروفٌ بتنظيمهِ للعديد من المظاهرات السياسية في المناطق التي يقطن بها المهاجرون المسلمون. خلال بعض هذه المظاهرات، قدم السياسي الدنماركيّ تصريحاتٍ عنصريةٍ ومعادية للمهاجرين ككل كما سخر من المسلمين (والإسلام ككل) الذين وقفوا لإظهار معارضتهم له. قام بالودان في إحدى الاحتجاجات التي نظمها بإحراقِ القرآن وشوهه بطرق عدة، مما آثار حفيظة المسلمين، كما قام بمشاركة مقاطع فيديو على موقع يوتيوب لتحديد أماكن التظاهرات اللاحقة.
يدعو بالودان إلى وضع المواطنين الأجانب المطرودين غير الراغبين وغير القادرين على العودة إلى بلادهم في معسكرات اعتقال في شمال شرق جرينلاند.
نظم بالودان في حزيران/يونيو 2020 مظاهرةً في آرهوس، فقام رجلٌ يبلغ من العمر 52 عامًا بسحبِ سكينٍ ودخل المنطقة المطوّقة وركض نحو بالودان. أطلقت الشرطة طلقة تحذيرية لكن المهاجم لم يُلقِي سلاحه، ففتحت عندها الشرطة النار وأصابت المهاجم في ساقه. في أعقاب ذلك، حصلت اضطراباتٌ في المنطقة وأصيبت الشرطة بالألعاب الناريّة التي ألقاها متظاهرين كما ألقوا الحجارة في منطقة جيلروب في آرهوس.

## الجدل
نظم بالودان في نيسان/أبريل من عام 2019 مظاهرةً في فيبورغ أدت إلى حالة من الفوضى. بحلول حزيران/يونيو من نفس العام؛ حُكم على سوري يبلغ من العمر 24 عامًا بالسجن 60 يومًا لقيامه بإلقاء حجر على بالودان، وكان من المقرر أيضا ترحيله بعد الحكم بالسّجن ومنعه من العودة إلى الدنمارك لمدة ست سنوات. في المقابل، مُنع بالودان من دخول السويد لمدة عامين بعدما قام بالتخطيط بأعمال الشغب وحرق القرآن في مالمو بشهر آب/أغسطس من عام 2020، وأُلقي القبض عليه مجدداً في في 11 نوفمبر من نفس العام وهو على وشك حرق مصاحف في أماكن عامة بفرنسا.

### قضية المطاردة
في يناير/كانون الثاني 2013، حصل بالودان على أمر تقييدي لمدة 5 سنوات، بمنعه من الاتصال برجل يبلغ من العمر 24 عامًا كان يلاحقه منذ عام 2010، عندما بدأ كلاهما في جامعة كوبنهاغن. على الرغم من الأمر التقييدي، استمرت المضايقات حتى ديسمبر 2013. في عام 2015، تم تغريم بالودان لإهانة ضابط الشرطة الذي تعامل مع قضية المطاردة.

### محادثات مشحونة جنسيًا مع الأولاد دون السن القانونية
في أغسطس 2021، تم الكشف من خلال تحقيق أجرته صحيفة Ekstra Bladet الدنماركية أن بالودان من خلال تطبيق ديسكورد الخاص به كان يتحدث عن ممارسة الجنس مع قاصرين تتراوح أعمارهم بين 13 و17 عامًا. لم ينكر بالودان هذه الاتهامات، لكنهُ نفى ارتكاب أي مخالفات، مبينًا أنهُ لا يعرف كم أعمار الأشخاص الذين يتحدث معهم وأن الأولاد أو الإداريين في الدردشة كانوا سيوقفونه إذا تجاوز أي حدود.

### محاكمة
في عام 2021، وجدت محكمة دنماركية أن راسموس بالودان مذنب بالعنصرية والتشهير. وصدر عليه حكم مع وقف التنفيذ.